# کوتارو ناکاو
کوتارو ناکاو (انگلیسی: Kotaro Nakao؛ زادهٔ ۸ ژوئن ۱۹۶۹) بازیکن فوتبال اهل ژاپن است.
از باشگاه‌هایی که در آن بازی کرده‌است می‌توان به باشگاه فوتبال ویسل کوبه اشاره کرد.